# 卡茹埃鲁
卡茹埃鲁（葡萄牙語：Cajueiro）是巴西阿拉戈斯州的一个市镇。总面积124.8平方公里，总人口19169人，人口密度153.6人/平方公里。